# Tom Blancarte

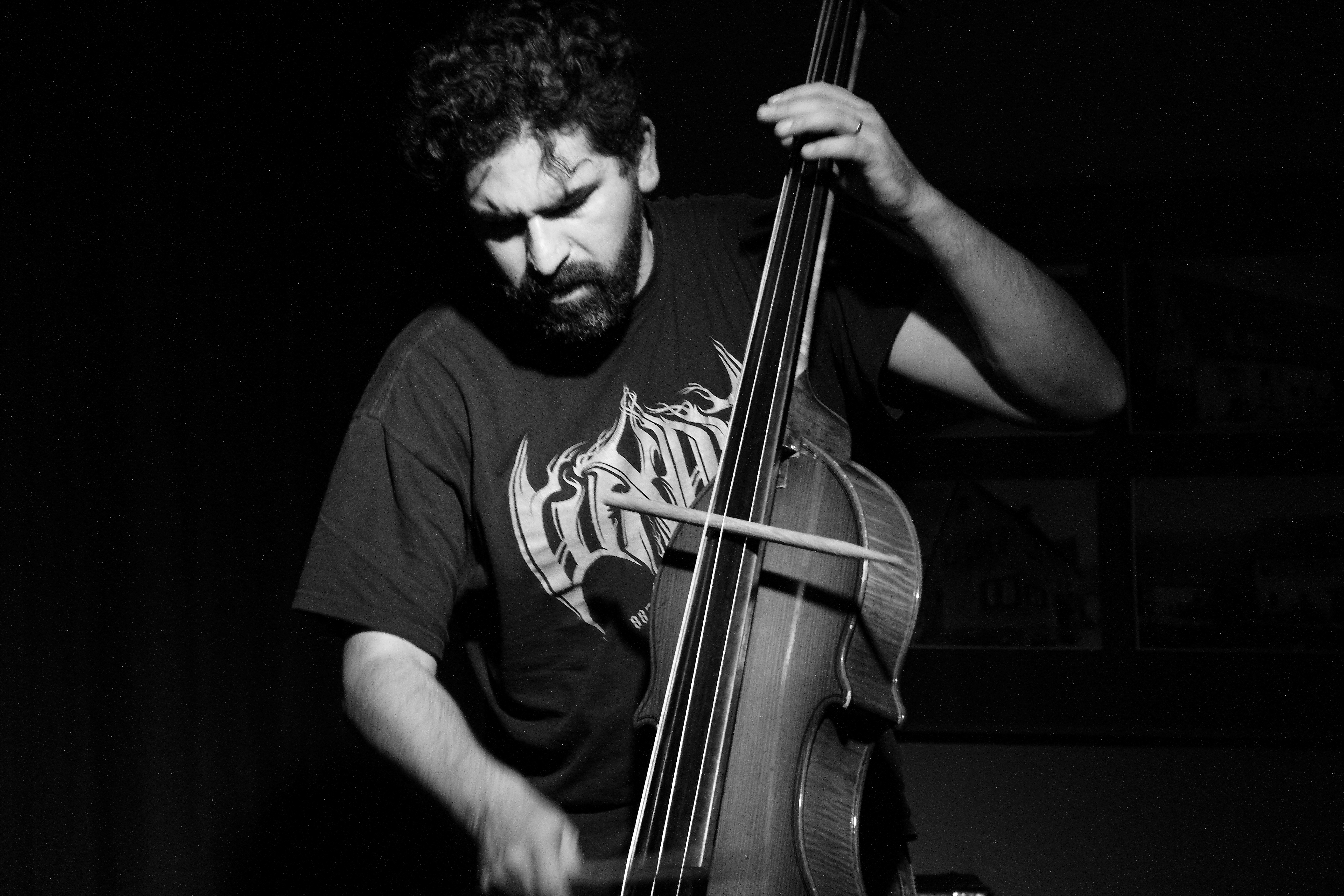
Tom Blancarte bei einem Auftritt im club W71 Weikersheim 2015

Tom Blancarte (* 1979) ist ein amerikanischer Jazz- und Improvisationsmusiker (Kontrabass, E-Bass, Euphonium).
Blancarte studierte an der University of North Texas. Nach dem Bachelor in Jazz Performance (2002) zog er nach New York und arbeitete ab Mitte der 2000er-Jahre in der dortigen Jazzszene u. a. mit Adam Caine, Dan Peck, George Steeltoe, Peter Evans und Brandon Seabrook. Außerdem spielte er im Duo mit seiner Frau Louise Dam Eckardt Jensen (The Home of Easy Credit, 2012), mit Andrew Drury und Bruce Eisenbeil im Trio Totem, mit Brian Osborne und Dan Peck im Trio The Gate und im dänischen Post-Punk-Improvisationsquartett Sweet Banditry. In seinem Tom Blancarte Quartet arbeitete er mit den Bassisten Thomas Helton, Damon Smith und Ingebrigt Håker Flaten. Blancarte lebt in Toftlund (Dänemark) und in New York City, wo er unterrichtet und auch als Solist auftritt.

## Diskographische Hinweise
- Peter Evans / Tom Blancarte: {Sparks} (Creative Sources, 2008)
- Peter Evans Quartet (Firehouse 12 Records, 2008), mit  Brandon Seabrook, Kevin Shea
- Totem: Solar Forge (ESP, 2008)
- Peter Evans Quartet: Live in Lisbon (Clean Feed, 2010)
- Charity Chan, Peter Evans, Tom Blancarte, Weasel Walter: Cryptocrystalline (ugEXPLODE, 2013)